# Залавар
Залавар (венг. Zalavár) — деревня в юго-западной Венгрии, расположенный в 9 км к юго-западу от озера Балатон.

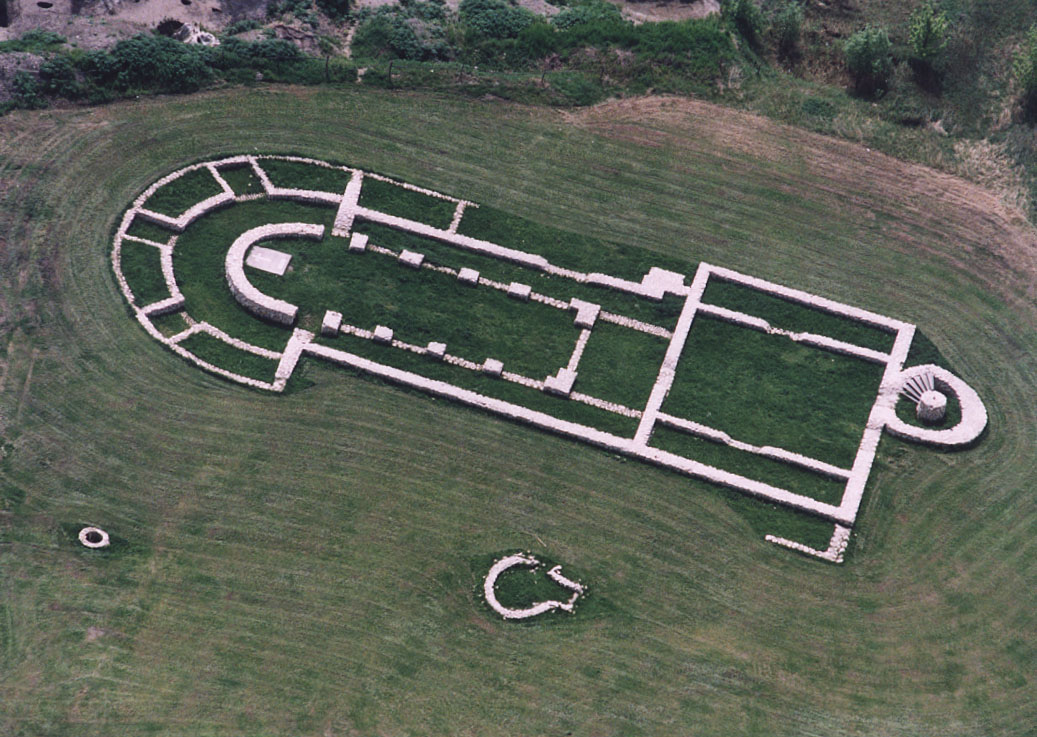
Остатки романской базилики в Залаваре

Залавар расположен на северном мысе между двумя водохранилищами Киш-Балатона (Малый Балатон). Большая часть деревни находится под водой или на болотах и является частью национального парка Прибалатонской возвышенности. Численность населения  853 чел. (2015).
В IX веке укреплённое поселение, построенное на реке Зала, называлось Мосапурк или Мосбург и было столицей франкского вассального княжества Нижняя Паннония, управляемого славянским князем Прибиной (Privinae civitas, munimen, castrum in nemore et palude Salae в Зальцбургской хронике). Во время правления сына Прибины, князя Коцеля (861—876), летом 867 года он оказал кратковременное гостеприимство братьям Кириллу и Мефодию, направлявшимся из Великой Моравии к папе в Рим, чтобы оправдать использование славянского языка в качестве богослужебного языка. Они и их ученики превратили Блатноград в один из центров распространения знаний о новой славянской письменности (глаголице) и литературе, обучая многочисленных будущих миссионеров на их родном языке. В Кратком житии Константина-Кирилла написано, что: «... проведя сорок месяцев в Моравии, пошёл рукоположить учеников своих. Принял же его по пути Коцел, князь Паннонский, и сильно полюбил славянскую грамоту и научился ей. Отдал до пятидесяти учеников учиться ей. И воздав ему великие почести, проводил его дальше. А философ, не взял же он ни от Ростислава, ни от Коцела ни золота, ни серебра, ни других вещей, помня евангельские слова, но только испросил у обоих девятьсот пленников и отпустил их».
Из около полумиллиона керамических фрагментов, найденных в Залаваре, более 4000 составляет посуда с лощёной поверхностью, остальная — обычная керамика (кухонная посуда и сосуды для сохранения тепла — chafing-dishes и один большой коло-колообразной сосуд, который ставили на угли — embers' covers / 'baking bells). Кухонная посуда изготовлена на ручном гончарном круге, но из плохо очищенной глины с различными примесями. К кухонной посуде относятся маленькое ведро и фрагмент сосуда с выгравированным знаком IYI — двухсторонний ипсилон, который, как известно, и как отметил автор, связывают с богом Тантра. Керамические сосуды для сохранения тепла связаны с такой традицией в римской и византийской кухне как подача специальных соусов, наиболее распространенным из которых является рыбный соус гарум (греческий yäpoq, латин. garum). Эта керамика, как и другие памятники этого района южнее Центральных Карпат связывается с депортацией во время правления болгарского хана Крума к 813 году византийского населения из района Адрианополя в задунайские территории Первого Болгарского царства. Столовая керамика была изготовлена на ручном гончарном круге из хорошо очищенной глины, обожжена до золотисто-коричневого цвета и имеет лощеную поверхность.

## Население
| Год  | Численность | Численность |
| ---- | ----------- | ----------- |
| 2013 | 886         | [ 6 ]       |
| 2014 | 859         | [ 7 ]       |
| 2015 | 853         | [ 8 ]       |
| 2021 | 802         | [ 9 ]       |
| 2022 | 870         | [ 10 ]      |
| 2023 | 871         | [ 11 ]      |
| 2024 | 835         | [ 2 ]       |